# Friedrich August Quenstedt

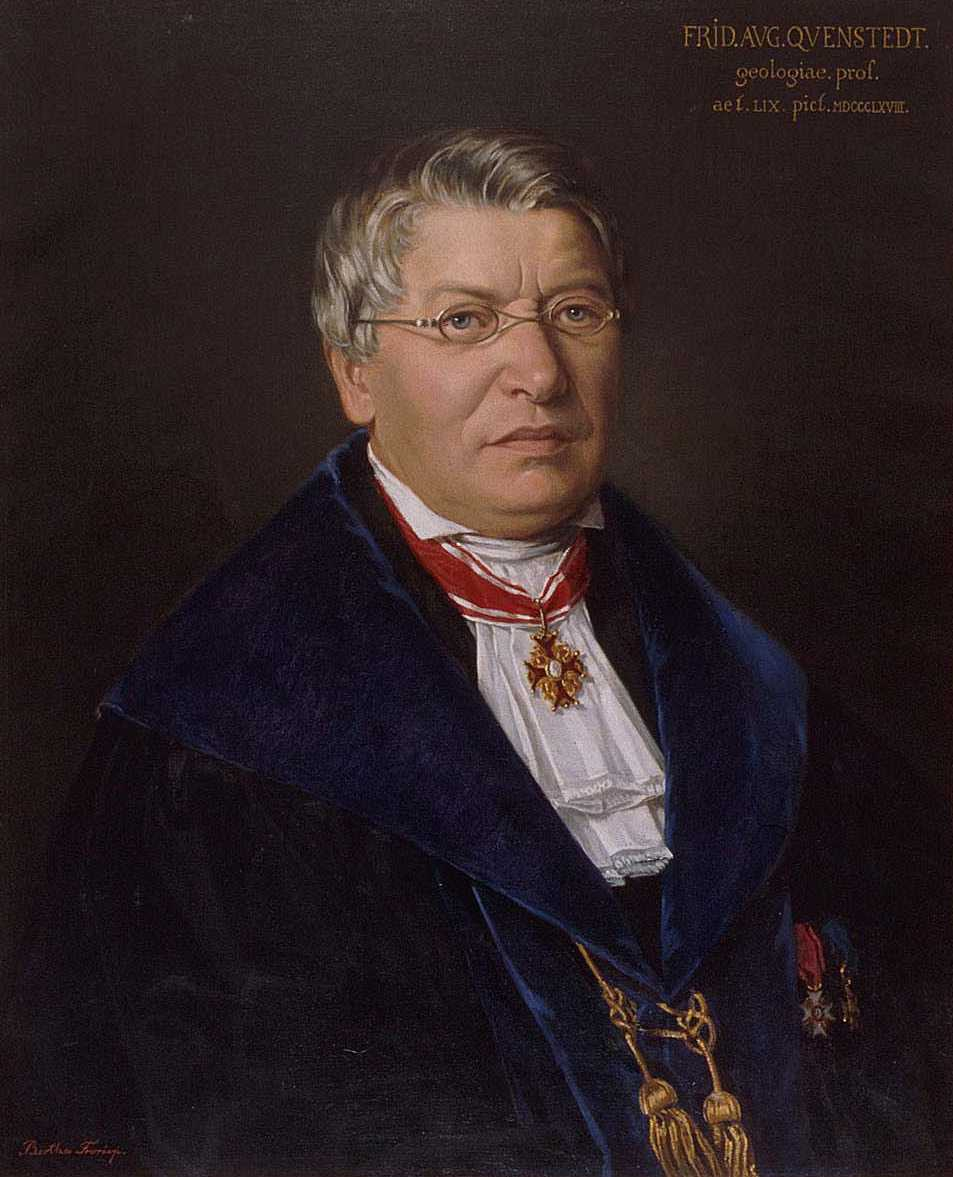
Friedrich August Quenstedt im Ornat als Rektor der Eberhard-Karls Universität Tübinger Professorengalerie

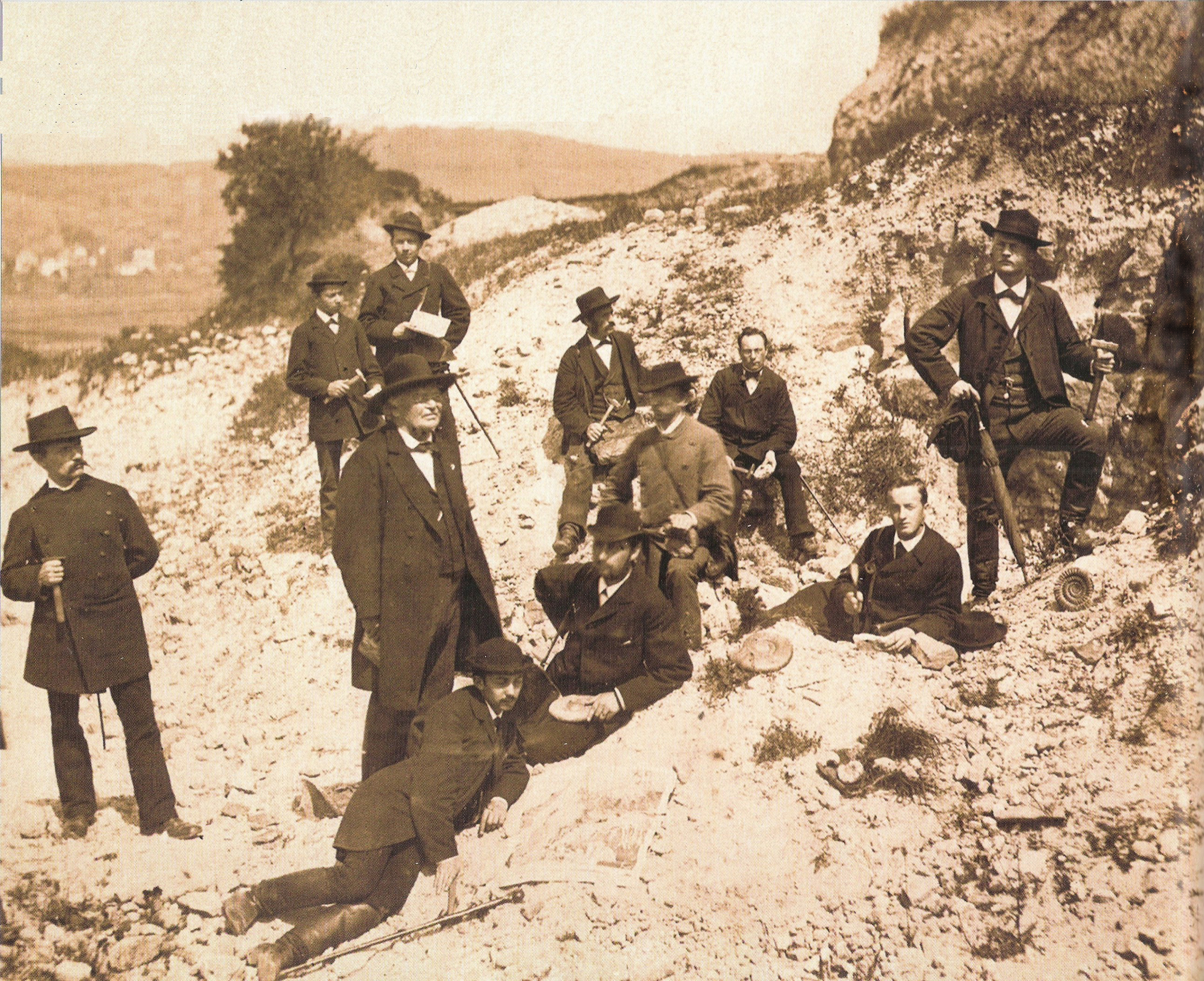
F. A. Quenstedt bei Ausgrabungen auf der Schwäbischen Alb (1882)

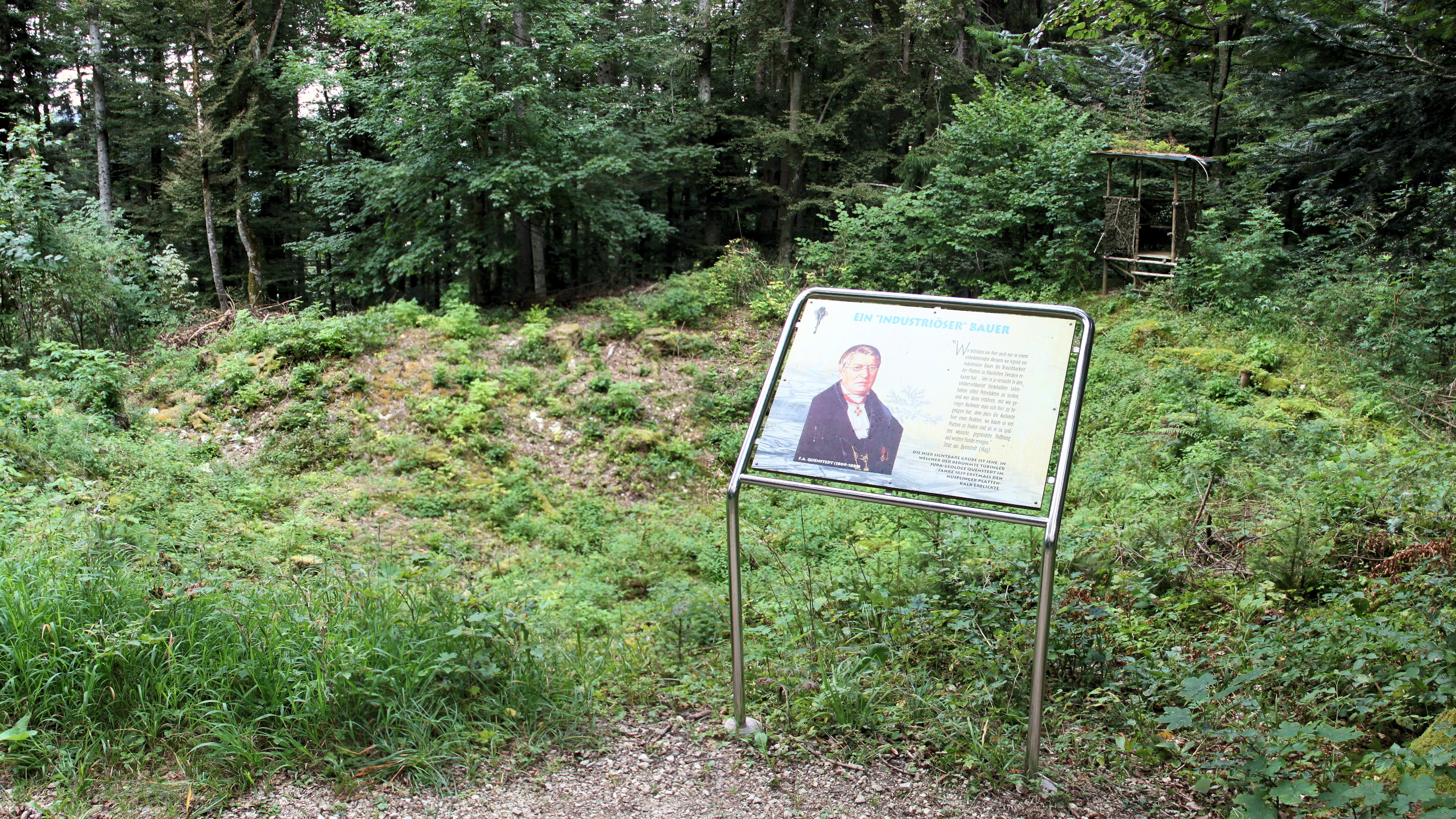
Grube, in der Quenstedt 1839 den Nusplinger Plattenkalk entdeckte

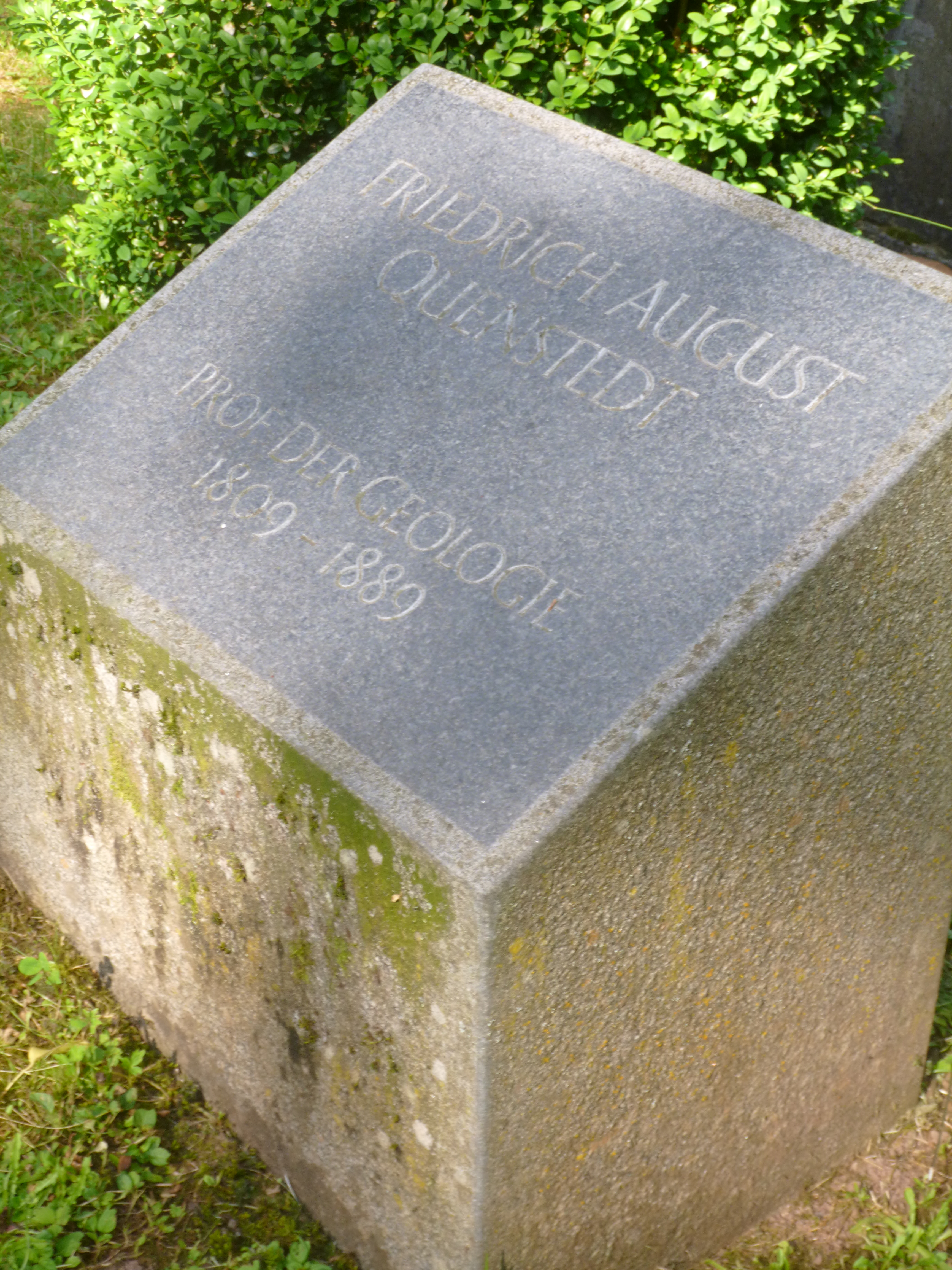
Ersatzgrabstein auf dem Stadtfriedhof Tübingen

Friedrich August Quenstedt, ab 1862 von Quenstedt, (* 9. Juli 1809 in Eisleben; † 21. Dezember 1889 in Tübingen) war ein deutscher Geologe, Paläontologe, Mineraloge und Kristallograph.

## Leben und Werk
Friedrich August Quenstedt war der Sohn eines ehemaligen preußischen Feldwebels, der später Gendarm im Königreich Westphalen und zuletzt Lazarettverwalter in Halberstadt war und 1815 an Flecktyphus starb. Seine Mutter war die Tochter eines Försters aus Neinstedt. Nach dem Tod des Vaters wuchs er bei seinem Onkel auf, der ihm den Besuch des Gymnasiums in Eisleben ermöglichte. Er studierte ab 1830 in Berlin bei Christian Samuel Weiss „Geognosie“ und Mineralogie und hatte auch Kontakte zu Leopold von Buch. Er hörte auch Vorlesungen bei Georg Wilhelm Friedrich Hegel und pflegte diesen 1831 im Rahmen des studentischen Pflegedienstes am Vorabend seines Todes an der Cholera. Ein Studienfreund war der Astronom Johann Gottfried Galle. 1833 wurde er Kustos bei Weiss und hielt erste Vorlesungen in Berlin. 1835 erfolgte eine erste wissenschaftliche Veröffentlichung und 1836 wurde er mit einer paläontologischen Arbeit über Nautiloide promoviert (De notis nautilearum primariis) und 1837 habilitierte er sich in Berlin. Im Jahre 1837 übernahm er den neu geschaffenen Lehrstuhl für Mineralogie und Geognosis an der Eberhard Karls Universität Tübingen. Er begründete damit die noch junge Geologie als eigenständigen Wissenschaftszweig im Königreich Württemberg. Den Lehrstuhl hatte er 52 Jahre inne. Seine Amtszeit ist als Quenstedt-Ära in die Annalen des Geologischen Institutes eingegangen.
Seine Forschungsschwerpunkte waren vor allem Fossilien und ihre Nutzung in der Stratigraphie. Durch eigene Aufsammlungen, aber auch durch Ankäufe, baute er in Tübingen eine bedeutende, für Forschung und Lehre geeignete Fossiliensammlung auf. 1842 zählte die Sammlung bereits 30.000 Exponate. Einen großen Anteil dazu trugen auch Öschinger Bauern bei, die für Quenstedt Ammoniten sammelten. 1842 prägte er auch den heute noch international verwendeten Begriff Stufenlandschaft.
Sein Hauptverdienst ist die intensive Erforschung der Juraformationen der Schwäbischen Alb. Zur geologischen Altersbestimmung verwendete er wie der Engländer William Smith Leitfossilien. Nach ihm benannt ist die Quenstedtsche Gliederung der Feinschichten des Jura, die erst 1973 von einer internationalen Gliederung abgelöst wurde. Aus seiner Feder stammt auch das paläontologische Standardwerk Der Jura, das er 1858 veröffentlichte. Bis kurz vor seinem Tod erstellte er ein umfangreiches Tafelwerk über die Ammoniten der Schwäbischen Alb. Er verstand es, durch einen unterhaltsamen Vorlesungsstil ein breites Publikum für Fossilien zu interessieren. Über Schwaben blickte er jedoch kaum hinaus. Seine Fossiliensammlung ist heute noch im Geologischen Institut der Universität Tübingen einzusehen und kann zum Vergleich eigener Funde herangezogen werden. Er war auch in Nusplingen und entdeckte den Plattenkalk.
Ab 1862 war er an der Erstellung der geologischen Landesaufnahme von Württemberg beteiligt und von ihm stammen dazu im Zeitraum 1865 bis 1881 zehn Karten.
Einer seiner bedeutenderen Schüler war der Paläontologe Albert Oppel. Sein Enkel Werner Quenstedt (1893–1960) wirkte in den 1930er und 1940er Jahren als Geologe und Paläontologe an der Friedrich-Wilhelms-Universität in Berlin.
Quenstedt hegte ausgesprochene Sympathien und Antipathien und ignorierte Personen, die er nicht leiden konnte. Er war ein beliebter Redner auf studentischen Versammlungen, lebte aber streng abstinent. Obwohl ihm der Vaterländische Verein für Naturkunde in Stuttgart zum 50-jährigen Amtsjubiläum als Professor bescheinigte, mit jeder Faser seines Lebens Schwabe geworden zu sein erinnerte zeitlebens sein starkes „Sächsisch“ an seine nicht-süddeutsche Herkunft, die ihm im Krieg von 1866 auch Anfeindungen zuzog, und er behielt auch die Vorliebe für die heimische Küche.
1838 heiratete er in Tübingen Caroline Christiane Auguste Stürmer, und nach deren frühen Tod nacheinander deren zwei Schwestern, die aber auch vorzeitig starben. In vierter Ehe heiratete er 1869 Anna Sachse, die die Schwester seines Schwiegersohns war, der Stadtpfarrer in Hechingen war.

## Nobilitierung, Ehrungen

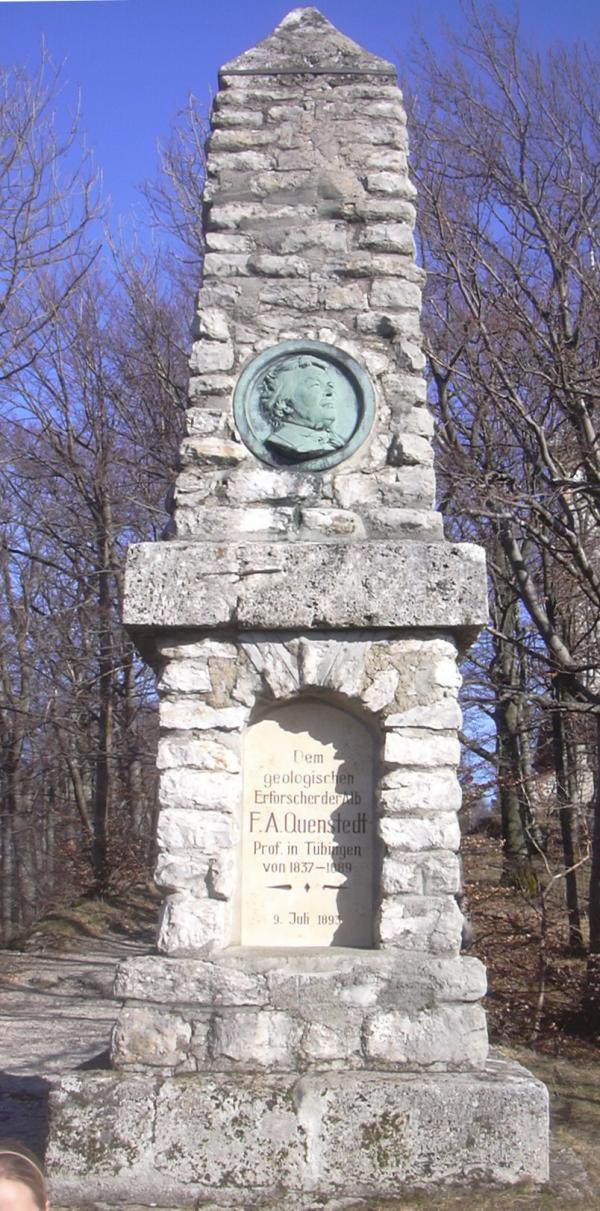
Quenstedt-Denkmal auf dem Roßberg

- 1856 Ritterkreuz des Friedrichs-Ordens.
- 1862 erhielt Friedrich August Quenstedt das Ritterkreuz des Ordens der Württembergischen Krone[3], welches mit dem persönlichen Adelstitel verbunden war.
- 1869 wurde er zum auswärtigen Mitglied der Bayerischen Akademie der Wissenschaften ernannt.[4]
- 1886 erhielt er das Kommenturkreuz dieses Ordens[5].
- 1888 wurde er Namensgeber für das neu entdeckte Mineral Quenstedtit.
- Nach Friedrich August Quenstedt wurde das Quenstedt-Gymnasium[6] in Mössingen (Landkreis Tübingen) benannt.
- Ein 1893 errichtetes Denkmal auf dem Roßberg, einem der höchsten Berge der Mittleren Schwäbischen Alb, erinnert an Friedrich August Quenstedt.

## Schriften
- Methode der Krystallographie. Ein Lehrbuch für Anfänger und Geübte. Osiander, Tübingen 1840. MDZ München
- Das Flözgebirge Würtembergs. Mit besonderer Rücksicht auf den Jura. Laupp, Tübingen 1843. (Digitalisat)
  - Zweite mit Register und einigen Verbesserungen vermehrte Auflage. Laupp, Tübingen 1851. MDZ München

- Petrefactenkunde Deutschlands. Fues, Leipzig 1846–1884.
  - Erste Abtheilung
    - Erster Band: Die Cephalopoden. Nebst einem Atlas von 36 Tafeln. 1846–1849. MDZ München
    - Zweiter Band: Die Brachiopoden. Nebst einem Atlas von 25 Tafeln. 1871.
    - Dritter Band: Echinodermen (Echiniden). Nebst einem Atlas von 25 Tafeln. 1875.
    - Vierter Band: Echinodermen (Asteriden und Encriniden nebst Cysti- und Blastoideen). Nebst einem Atlas von 25 Tafeln. 1876.
    - Fünfter Band: Korallen (Schwämme). Nebst einem Atlas von 28 Tafeln. 1878.
    - Sechster Band: Korallen (Röhren- und Sternkorallen). Nebst einem Atlas von 42 Tafeln. 1881.
    - Siebenter Band: Gasteropoden. Nebst einem Atlas von 34 Tafeln. 1884 .
- Handbuch der Petrefaktenkunde. 1. Auflage. Mit 62 Tafeln nebst Erklärungen. Laupp, Tübingen 1852.
  - 2. umgearbeitete und vermehrte Auflage. Mit 86 Tafeln und 185 Holzschnitten nebst deren Erklärungen. 1867.
  - 3. umgearbeitete und bedeutend vermehrte Auflage. Einhundert Tafeln nebst Erklärung. 1885
- Handbuch der Mineralogie. Mit vielen Holzschnitten. Laupp, Tübingen 1855. MDZ München; Digitalisat und Volltext im Deutschen Textarchiv
  - Zweite verbesserte Auflage. Laupp, Tübingen 1863.
- Der Jura. Mit 3 Uebersichtstafeln, 42 Holzschnitten und einem Atlas von 100 Tab. Laupp, Tübingen 1858.
  - Atlas zum Jura. Mit 100 Tafeln und 3 colorierten geologischen Charten. Laupp, Tübingen 1858.
- Die Ammoniten des Schwäbischen Jura. Schweizerbart, Stuttgart 1883–1888. Band 1–3.
  - I. Band. Der Schwarze Jura (Lias). Mit einem Atlas von 54 Tafeln. 1883–85.
  - II. Band. Der braune Jura. Mit einem Atlas von 36 Tafeln (Taf. 55–90). 1886. 1887.
  - II. Band. Der weisse Jura. Mit einem Atlas von 36 Tafeln (Taf. 91–126). 1887. 1888.
- Epochen der Natur. Mit zahlreichen Holzschnitten. Laupp, Tübingen 1861 MDZ München